# Cimetières de la Croix-Rousse
Les cimetières de la Croix-Rousse, ou cimetière de la Croix-Rousse, est un ensemble de deux cimetières lyonnais situé dans le 4e arrondissement de Lyon : le nouveau cimetière (au sud) et l'ancien cimetière (au nord) séparés par la rue d'Ypres.

## Histoire
Le cimetière de la Croix-Rousse a été aménagé en 1823 d'après les plans de l'architecte Antoine-Marie Chenavard.
Le terrain utilisé pour la construction du cimetière a été cédé à la Croix-Rousse par la commune voisine de Caluire-et-Cuire sur proposition du Préfet du Rhône. Cela nécessita une modification de la limite entre les deux communes, l'actuelle rue du Bois de la Caille.
Le cimetière est devenu propriété de la ville de Lyon en 1852, lors du rattachement de la Croix-Rousse.
Il se verra adjoindre une seconde partie que l’on nomme aujourd’hui le « nouveau cimetière », dont l'entrée fut construite d'après les plans de l'architecte Pierre Bourdeix.
En 1990, les deux cimetières comptaient plus de 40 000 tombes.

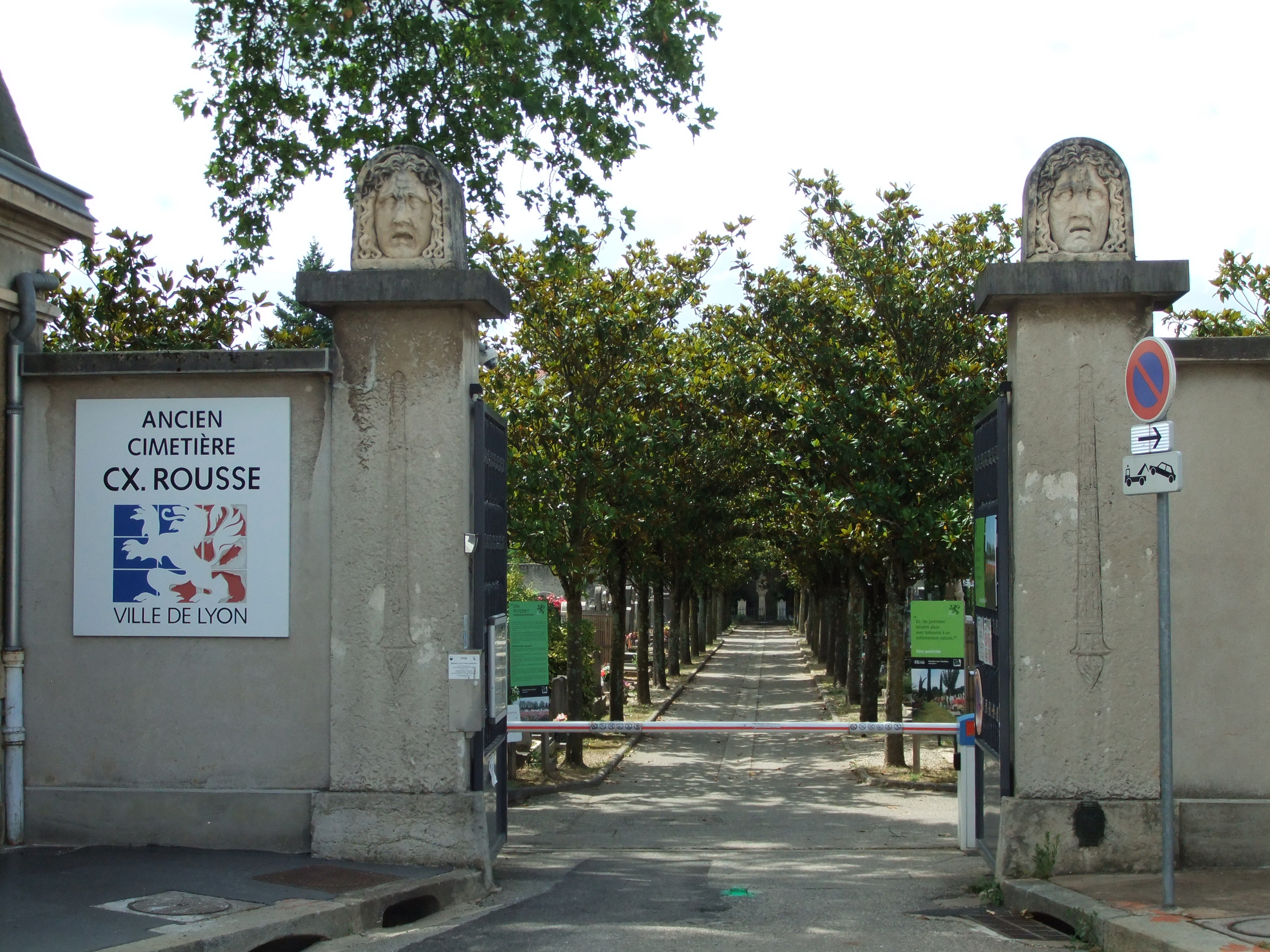
Entrée de l'ancien cimetière.
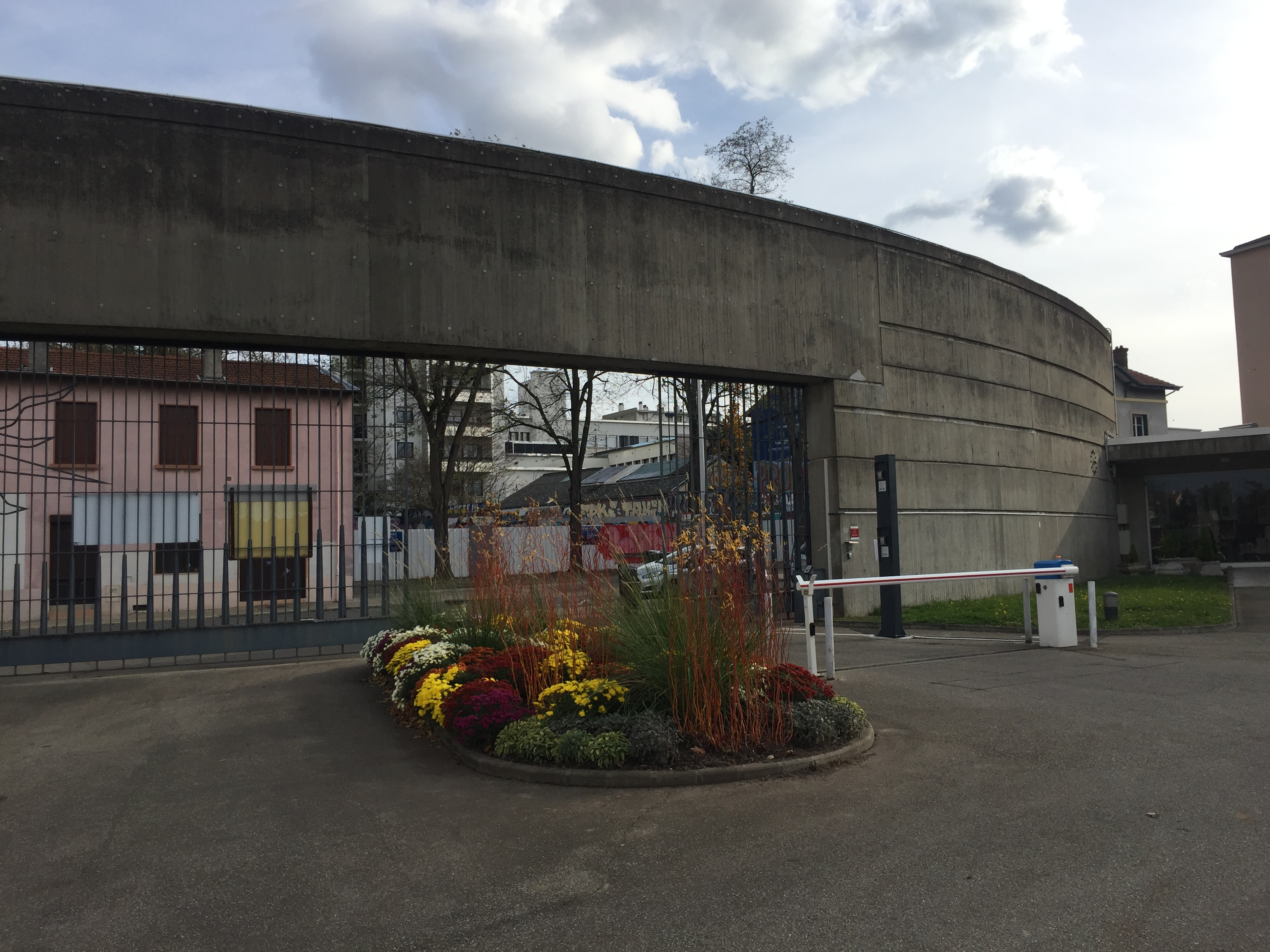
Entrée du nouveau cimetière.
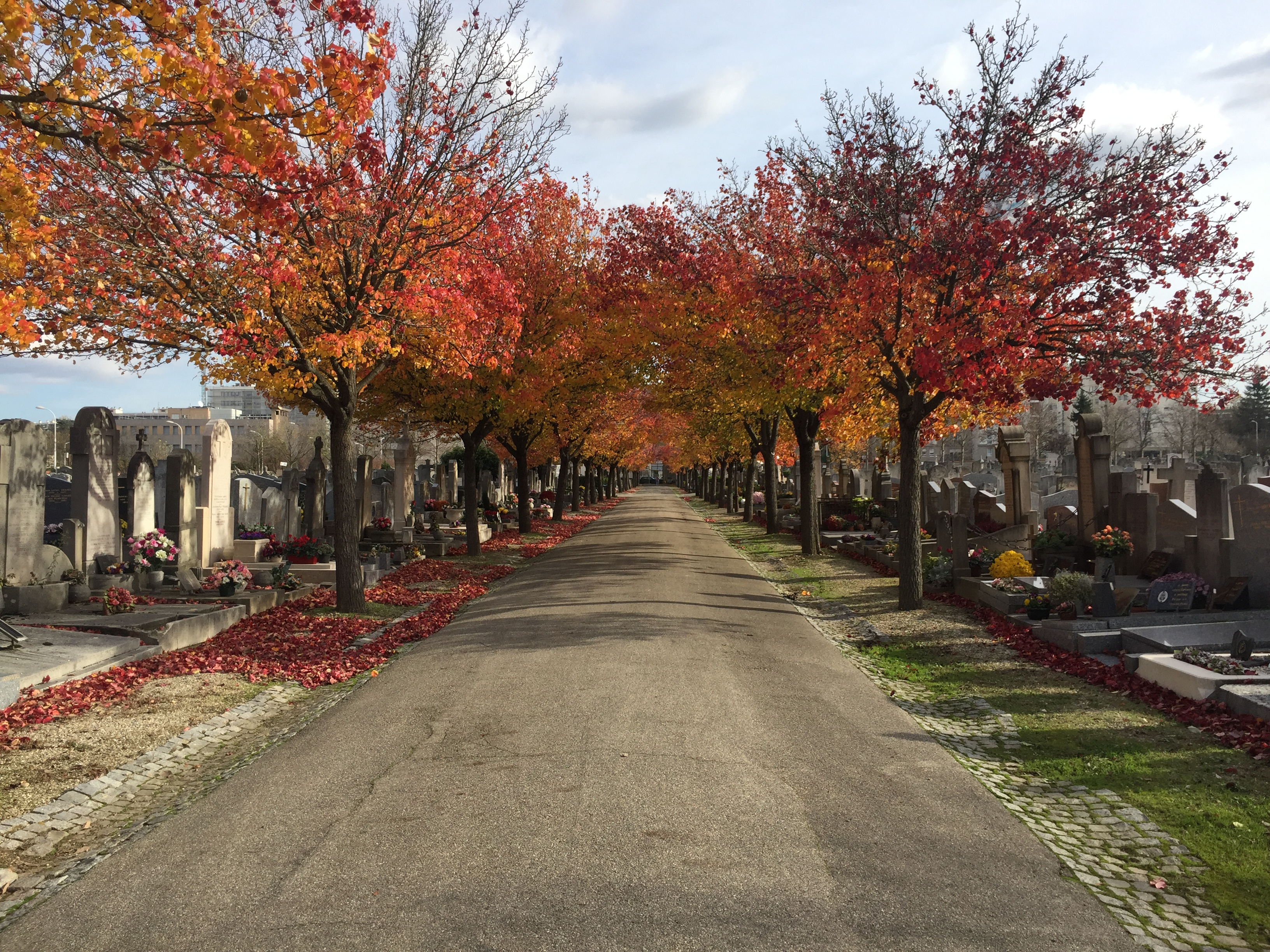
Une allée du nouveau cimetière.

## Personnalités
- Joannès Ambre, 6e division.
- Le commandant Arnaud, canut, ancien cimetière, 42e division* Famille Avoscan, 36e division.
- Georges Baconnet, sociétaire de la Comédie-Française et acteur
- Claude-Désiré Barodet, maire de Lyon, ancien cimetière, 47e division
- Joseph Cabias (1771-1846) et Auguste Pierre Cabias,1802-1875; tous les deux hommes politiques français.
- Louis Carrand, peintre, 10e division, monument funéraire orné d'un buste en bas-relief de Georges Salendre
- Pierre Dupont, chansonnier, ancien cimetière, 44e division, contre le mur.
- Alfred Elmiger, 1886-1958, homme politique français, 40e division
- Victor Fort 1865-1911, homme politique français.
- Tony Garnier, architecte, nouveau cimetière, 9e division
- Paul Gignoux, 1928-1937, enfant lyonnais connu pour avoir été lynché et lapidé, ancien cimetière, 46e division.
- Henri Gorjus, 1853-1925, commissionnaire en soieries, homme politique français.
- Louise Janssen, chanteuse lyrique, nouveau cimetière, 35e division, contre le mur.
- Françoise Kramer, 1947-1984, journaliste, présentatrice du journal télévisé.
- Philippe Krauss, 1861-1904, homme politique français, 35e division.
- Pierre Montel, 1896-1967, homme politique français, 20e division.
- Auguste Pinton, 1901-1984, homme politique français, mur A2 18.
- Georges Salendre, sculpteur, nouveau cimetière 14e division.
- Joséphin Soulary, poète, nouveau cimetière, 38e division.
- Marcel Teppaz, 1908-1964, technicien-mécanicien lyonnais, 44e division.
- Irène Tunc, actrice, nouveau cimetière 14e division.